# 鄭大洽
鄭 大洽（てい だいこう、1905年8月19日〈光緒31年7月19日〉 - 1969年〈民国58年〉9月4日）は、台湾の澎湖諸島出身の政治家。澎湖県議会議長や台湾省議会議員などを歴任した。日本統治時代に使用していた名は大脇 洽一（おおわき ひろいち）。

## 生涯

### 生い立ち
父方の祖先は漳州府竜渓県（現：漳州市竜海区）出身で、嘉慶年間に澎湖諸島へ移住した。鄭大洽の曽祖父に当たる鄭步蟾は挙人であり、東甲北極殿の再建事業に尽力したことで知られる。
1895年（明治28年）に下関条約が締結されて台湾が日本領になると、台湾の住民は「台湾から退去して清国籍を維持する」「台湾に残って日本国民となる」の二択を迫られた。鄭步蟾の4人の子供たちは相談の末、鄭祖堯（長男）と鄭祖年（四男）が福建に戻り、鄭祖模（次男）と鄭祖揚（三男）が澎湖に残ることになった。鄭祖堯は子女らと共に廈門へ移住し、中国医学の病院を開業した。
1905年8月19日（光緒31年7月19日）、鄭大洽は鄭少瑜（鄭祖堯の長男）の子として廈門で誕生した。
1914年（民国3年/大正3年）、鄭祖堯が妾と正式に結婚したことに怒った鮑氏桑（鄭祖堯の元の妻）は鄭大洽を澎湖に連れ帰り、鄭祖揚の家に預けた。
澎湖に移った後は媽宮公学校、馬公商業補習学校で学び、馬公街役場に就職した。役場では書記、会計役を歴任した。その働きぶりを街長の三浦光次に評価され、日本統治時代末期には総幹事に抜擢された。

### 政界への進出

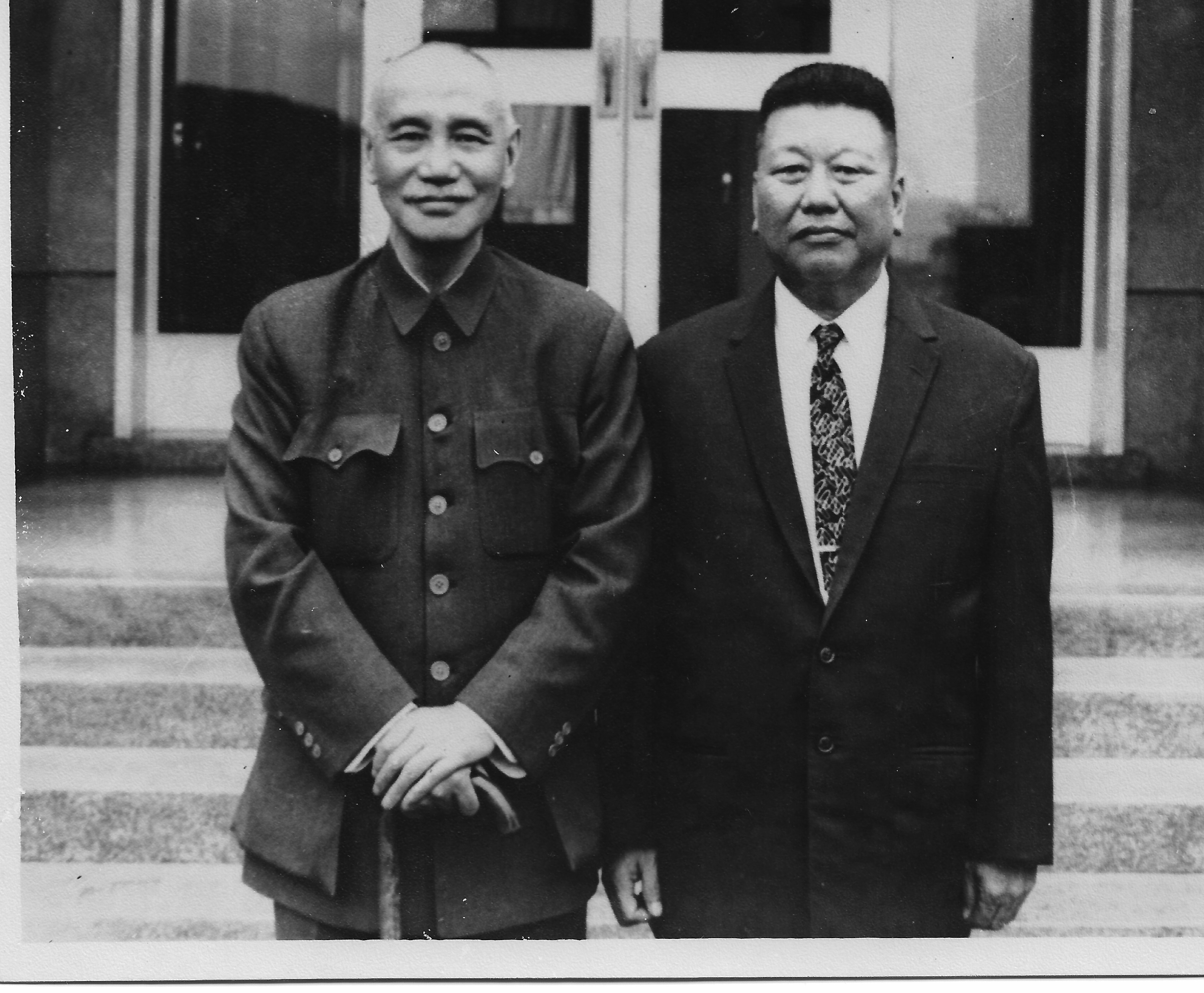
澎湖を訪問した蔣介石との記念撮影に応じる鄭大洽（1961年）

1945年（昭和20年/民国34年）の台湾光復の後、鄭大洽は公職を退いて地域振興の活動に熱心に取り組むようになり、役場職員時代に築いた人脈と財力を頼りに政界への進出を決めた。1946年（民国35年）、馬公鎮の民意機関として設置された馬公鎮民代表の選挙に出馬して当選し、2期目には主席（議長）にも選出された。1950年（民国39年）には澎湖県議会議員選挙に出馬して当選を果たし、初代議長に就任した。県議会議員在任中には馬公-台南間の空路の増便、澎湖日報の創刊、順承門と孔子廟の修復、西嶼郷の電化、馬公港の拡張などを提唱した。
1963年（民国52年）、台湾省議会の第3期議会選挙に出馬して当選し、県議会議員・議長の職を退いた。省議会においては澎湖跨海大橋の建設、澎湖発電所の移転、離党の公務員への手当の増額など、澎湖の発展を促進するための様々な提議を行った。

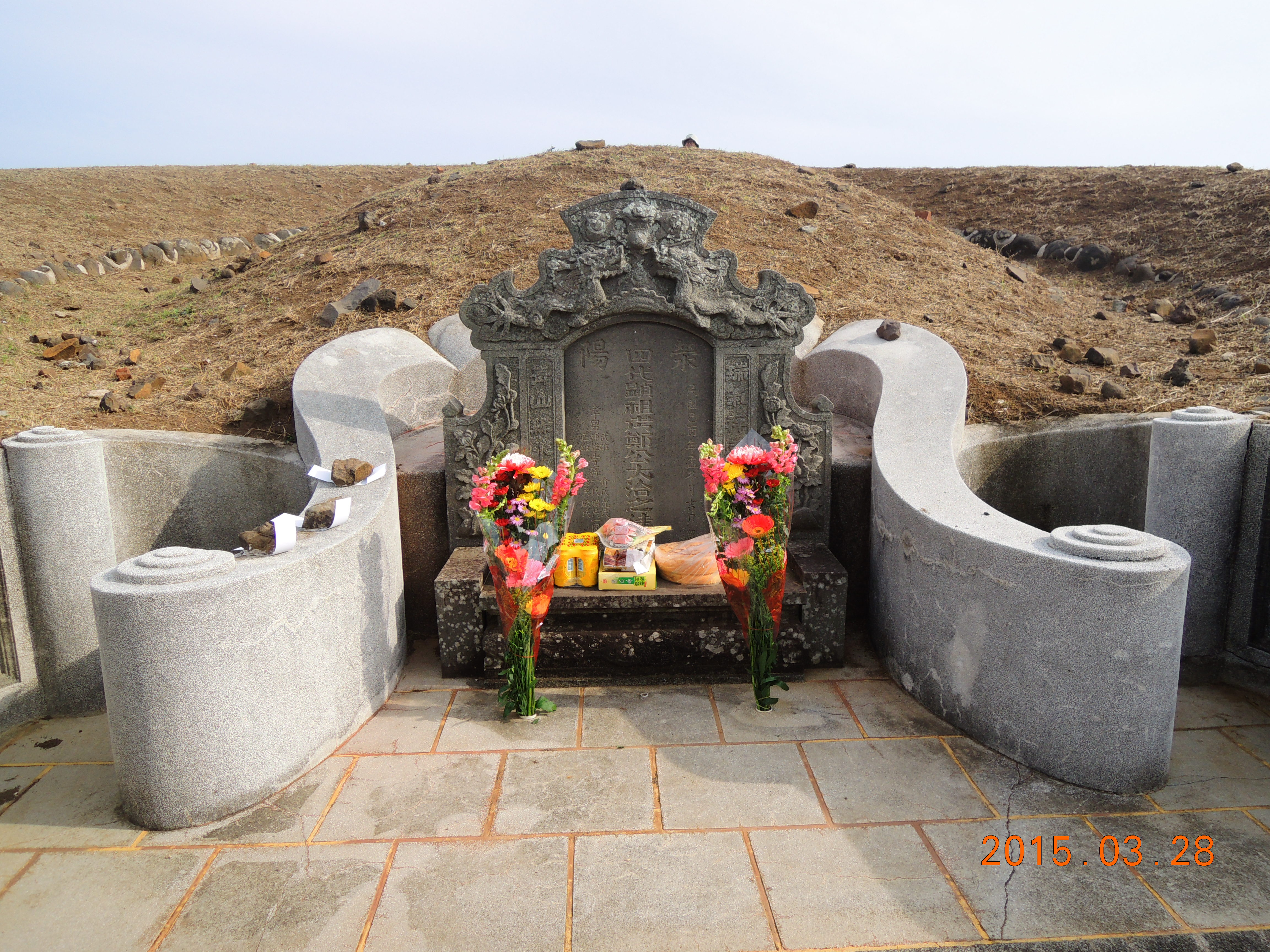
鄭大洽の墓（2016年に撤去・移転された）

1969年（民国58年）9月4日、糖尿病のため64歳で死去した。

## 家族
鄭張春と結婚し、五男六女を儲けた。
- 長男 - 鄭沢雄（中国語版）：台北高等学校で学び、卒業後は澎湖初級水産職業学校（中国語版）に英語教師として勤めていた。しかし、中国共産党の党員であることが判明して1950年に逮捕され、台北へ送られて銃殺刑に処された[2][9]。
- 次男 - 鄭輝雄：林聯登（中国語版）（澎湖県議会議員、台湾省議会議員、国民大会代表を歴任）の妹を娶った。